# لینا گرن
لینا گرن (فرانسوی: Lina Guérin‎؛ زادهٔ ۱۶ آوریل ۱۹۹۱) بازیکن راگبی ۷ نفره زن اهل فرانسه است.
وی در مسابقات کشوری و بین‌المللی در مجموع برندهٔ ۱ مدال نقره شده‌است.